# Aniela Jaffé
Aniela Jaffé (Berlino, 20 febbraio 1903 – Zurigo, 30 ottobre 1991) è stata una psicologa tedesca naturalizzata svizzera.

## Biografia
Nata da genitori ebrei a Berlino, studiò psicologia ad Amburgo prima di fuggire negli anni 1930 in Svizzera, dove entrò in analisi (dopo un primo ciclo con Liliane Frey) presso Carl Gustav Jung, diventando a propria volta analista.
Dal 1947 al 1955 fu segretaria dell'Istituto C.G. Jung di Zurigo, quindi segretaria personale dello stesso Jung fino alla sua morte (1961). Nota soprattutto per aver collaborato all'autobiografia di Jung Ricordi, sogni, riflessioni. Partecipò in seguito ai colloqui di Eranos e ne curò l'epistolario. Suoi articoli si trovano anche sulle riviste "Spring" e "Rivista di psicologia analitica".

## Opere
- Erinnerungen, Träume, Gedanken, 1961 (Ricordi, sogni, riflessioni, trad. Guido Russo, 1965, 19782) ISBN 88-17-12153-3 ISBN 978-88-17-06033-2
- Il simbolismo nelle arti figurative, in Carl Gustav Jung, L'uomo e i suoi simboli, trad. Roberto Tettucci, Milano, TEA, 1991, pp. 191-234
- Esperienza e mistero. 100 lettere, trad. di Antonio Vitolo e Maria Anna Massimello, Torino: Boringhieri, 1982
- Saggi sulla psicologia di Carl Gustav Jung, trad. di Paola Giovetti, Roma: Paoline, 1984 ISBN 88-215-0759-9
- Sogni, profezie e apparizioni, fantasmi, precognizione, sogni e miti. Una interpretazione psicologica, trad. di Paola Giovetti, Roma: Ed. Mediterranee, 1987
- Le stagioni della vita. Sviluppo biologico, fasi creative e spirito del tempo nel ciclo dell'esistenza umana (con Adolf Portmann e Marie-Louise von Franz), Como: Red, 1992 ISBN 88-7031-755-2
- C.G. Jung, Immagine e parola (a cura di), trad. di Carlo Carniato, Roma: Magi, 2003 ISBN 88-88232-87-7
- C.G. Jung, Lettere (a cura di), trad. di Carlo Carniato, Louisette di Suni, 3 voll., Roma: Magi, 2006

### Altri titoli
- Der Mythus vom Sinn im Werk von C. G. Jung (Il mito del significato), 1983
- Parapsychologie, Individuation, Nationalsozialismus: Themen bei C. G. Jung (Parapsicologia, individuazione, nazismo). 1985
- Bilder und Symbole, Der goldne Topf (Immagini e sogni: La pentola d'oro), su E.T.A. Hoffmann, 1986
- Religiöser Wahn und schwarze Magie (Mania religiosa e magia nera), 1986
- Aus C.G. Jungs letzten Jahren und andere Aufsätze (Dagli ultimi anni di Jung), 1987
- Mystik und Grenzen der Erkenntnis (Misticismo e limiti della conoscenza), 1988
- Geistererscheinungen und Vorzeichen: eine psychologische Deutung (Apparizioni), 1995